# Lycaena klaphecki
Lycaena klaphecki är en fjärilsart som beskrevs av Courvoisier 1911. Lycaena klaphecki ingår i släktet Lycaena och familjen juvelvingar. Inga underarter finns listade i Catalogue of Life.